# Henricus van Beek
Henricus van Beek (Amsterdam, 24 maart 1816 - Breda, 14 oktober 1884) was een rooms-katholiek geestelijke en de derde bisschop van Breda na het Herstel van de bisschoppelijke hiërarchie in Nederland in 1853.
Van Beek was priester van het bisdom Haarlem en leraar op het seminarie. Zijn benoeming in Breda was een verrassing. Als wapenspreuk koos hij een verwijzing naar zijn achternaam: Leniter fluxit, Het stroomt soepel. Van Beek stond in zijn jaren in Breda bekend als een aimabele bisschop.
- International Standard Name Identifier: 0000 0003 9189 6350
- Nederlandse Thesaurus van Auteursnamen: 073101206
- Virtual International Authority File: 285845503